# DSA-555
La DSA-555 es una carretera perteneciente a la Red Secundaria de la Diputación Provincial de Salamanca que une la SA-315 con la localidad de Villar de Samaniego. También pasa por la localidad de Robledo Hermoso.

## Recorrido
La carretera DSA-555 tiene su origen en Villar de Samaniego en la intersección con la carretera SA-315, y termina en el casco urbano de Villar de Samaniego formando parte de la Red de carreteras de Salamanca.
| Villar de Samaniego (Intersección con ) - Villar de Samaniego (Continuación por ) | Villar de Samaniego (Intersección con ) - Villar de Samaniego (Continuación por ) | Villar de Samaniego (Intersección con ) - Villar de Samaniego (Continuación por ) | Villar de Samaniego (Intersección con ) - Villar de Samaniego (Continuación por ) | Villar de Samaniego (Intersección con ) - Villar de Samaniego (Continuación por ) | Villar de Samaniego (Intersección con ) - Villar de Samaniego (Continuación por ) | Villar de Samaniego (Intersección con ) - Villar de Samaniego (Continuación por ) | Villar de Samaniego (Intersección con ) - Villar de Samaniego (Continuación por ) | Villar de Samaniego (Intersección con ) - Villar de Samaniego (Continuación por ) | Villar de Samaniego (Intersección con ) - Villar de Samaniego (Continuación por ) | Villar de Samaniego (Intersección con ) - Villar de Samaniego (Continuación por ) |
| Esquema                                                                           | PK                                                                                | Sentido Villar de Samaniego                                                       | Sentido Villar de Samaniego                                                       | Sentido Villar de Samaniego                                                       | Sentido Villar de Samaniego                                                       | Sentido SA-315                                                                    | Sentido SA-315                                                                    | Sentido SA-315                                                                    | Sentido SA-315                                                                    | Incidencias                                                                       |
| Esquema                                                                           | PK                                                                                | Velocidad                                                                         | Elemento                                                                          | Salida                                                                            | Salida                                                                            | Salida                                                                            | Salida                                                                            | Elemento                                                                          | Velocidad                                                                         | Incidencias                                                                       |
| Esquema                                                                           | PK                                                                                | Velocidad                                                                         | Elemento                                                                          | Dir.                                                                              | Nombre                                                                            | Nombre                                                                            | Dir.                                                                              | Elemento                                                                          | Velocidad                                                                         | Incidencias                                                                       |
| --------------------------------------------------------------------------------- | --------------------------------------------------------------------------------- | --------------------------------------------------------------------------------- | --------------------------------------------------------------------------------- | --------------------------------------------------------------------------------- | --------------------------------------------------------------------------------- | --------------------------------------------------------------------------------- | --------------------------------------------------------------------------------- | --------------------------------------------------------------------------------- | --------------------------------------------------------------------------------- | --------------------------------------------------------------------------------- |
|                                                                                   | 0,0                                                                               |                                                                                   |                                                                                   | Majuges Vitigudino                                                                | Majuges Vitigudino                                                                | Majuges Vitigudino                                                                |                                                                                   |                                                                                   |                                                                                   |                                                                                   |
| Trabanca Zamora                                                                   | 0,0                                                                               |                                                                                   |                                                                                   |                                                                                   |                                                                                   |                                                                                   |                                                                                   |                                                                                   |                                                                                   |                                                                                   |
|                                                                                   | 0,5                                                                               |                                                                                   |                                                                                   | ROBLEDO HERMOSO                                                                   | ROBLEDO HERMOSO                                                                   | ROBLEDO HERMOSO                                                                   | ROBLEDO HERMOSO                                                                   |                                                                                   |                                                                                   |                                                                                   |
|                                                                                   | 0,8                                                                               |                                                                                   |                                                                                   | ROBLEDO HERMOSO                                                                   | ROBLEDO HERMOSO                                                                   | ROBLEDO HERMOSO                                                                   | ROBLEDO HERMOSO                                                                   |                                                                                   |                                                                                   |                                                                                   |
|                                                                                   | 1,5                                                                               |                                                                                   |                                                                                   |                                                                                   | Regato de Molinito Andrés                                                         | Regato de Molinito Andrés                                                         |                                                                                   |                                                                                   |                                                                                   |                                                                                   |
|                                                                                   | 3,6                                                                               |                                                                                   |                                                                                   | VILLAR DE SAMANIEGO                                                               | VILLAR DE SAMANIEGO                                                               | VILLAR DE SAMANIEGO                                                               | VILLAR DE SAMANIEGO                                                               |                                                                                   |                                                                                   |                                                                                   |
|                                                                                   | 3,760                                                                             |                                                                                   |                                                                                   | Centro Urbano La Vídola                                                           | Centro Urbano La Vídola                                                           | Centro Urbano La Vídola                                                           | Centro Urbano La Vídola                                                           |                                                                                   |                                                                                   |                                                                                   |